# André Gomes

André Filipe Tavares Gomes (født 30. juli 1993 i Vila Nova de Gaia, Portugal), er en portugisisk fodboldspiller (central midtbane). Han spiller for Lille OSC i Ligue 1.

## Klubkarriere
Gomes startede sin karriere hos Lissabon-storklubben SL Benfica, der også havde været hans klub i de sidste år af hans tid som ungdomsspiller. Han spillede de følgende to år for klubben, og var med til at vinde både det portugisiske mesterskab og pokalturneringen, før han i sommeren 2014 blev udlejet til spanske Valencia. Et år senere skiftede han til klubben på en permanent aftale.
Kun et år senere, i sommeren 2016, blev Gomes solgt til Valencias ligarivaler FC Barcelona for en pris på ca. 35 millioner euro. Han debuterede for klubben 17. august samme år i et Super Cup-opgør mod Sevilla.
D. 25. juni blev det offentliggjort af Everton, at de køber Gomes fri fra Barcelona for 185 mio. kr efter at have haft ham på lån i sæsonen 2018/19 fra Barcelona. Gomes fik en fem-årig aftale.

## Landshold
Gomes har (pr. maj 2018) spillet 29 kampe for Portugals landshold, som han debuterede for 7. september 2014 i en EM-kvalifikationskamp mod Albanien. Han var en del af det portugisiske hold der vandt guld ved EM 2016 i Frankrig, og var også med ved Confederations Cup 2017 i Rusland.